# سيسيل مونرو
سيسيل مونرو (بالإنجليزية: Cecil Monro)‏ هو سياسي أسترالي، ولد في 8 أبريل 1883 في أستراليا، وتوفي في 1 مايو 1966 في أستراليا. حزبياً، نشط في حزب أستراليا المتحدة. وقد انتخب عضو الجمعية التشريعية نيو ساوث ويلز.